# Upogebia spinimanus
Upogebia spinimanus is een tienpotigensoort uit de familie van de Upogebiidae. De wetenschappelijke naam van de soort is voor het eerst geldig gepubliceerd in 1994 door Ngoc-Ho.